# Porpax meirax
Porpax meirax är en orkidéart som först beskrevs av C.S.P.Parish och Heinrich Gustav Reichenbach, och fick sitt nu gällande namn av George King och Robert Pantling. Porpax meirax ingår i släktet Porpax och familjen orkidéer. Inga underarter finns listade i Catalogue of Life.